# Séisme de 1886 à Charleston

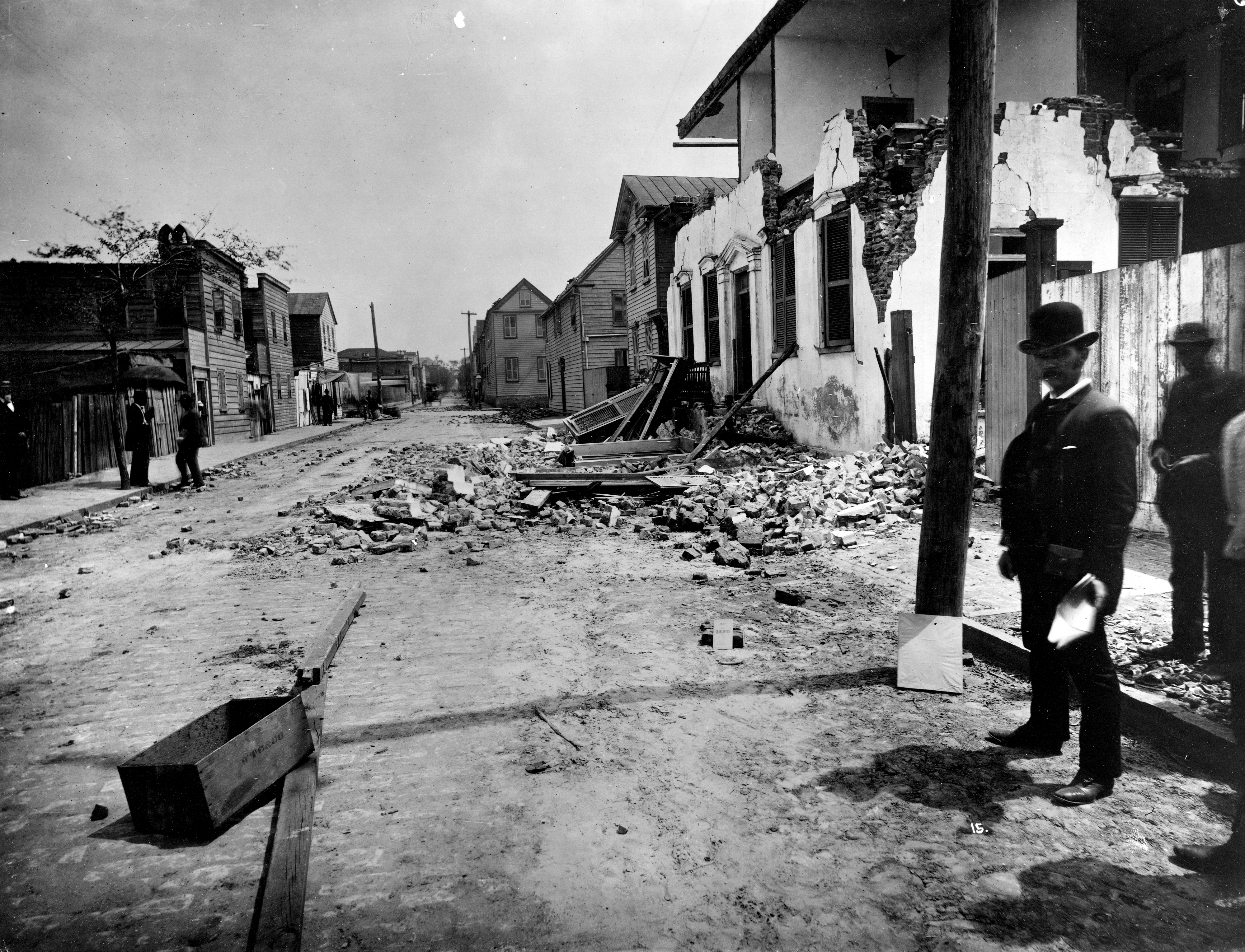
La ville de Charleston détruite après le tremblement de terre de 1886.

Le séisme de 1886 à Charleston est un séisme intra-plaque qui secoua la ville  de Charleston ainsi que toute la Caroline du Sud le 31 août 1886 à 21 h 50.

## Description
L'intensité du tremblement de terre de Charleston fut évalué entre 6,6 et 7,2 sur l'échelle de Richter. Il ne dura qu'une minute mais endommagea environ 2 000 bâtiments et tua entre 60 et 100 personnes. Plusieurs autres villes de Caroline du Sud furent gravement touchées. Les secousses furent ressenties jusqu'à Boston au nord, Chicago au nord-ouest, La Nouvelle-Orléans au sud-ouest, Cuba et les Bermudes au sud.
Ce tremblement de terre fut un séisme intra-plaque qui est la conséquence de failles datant de la séparation de l'ancien continent de la Pangée. La plaque nord-américaine est entrecoupée de nombreuses failles identiques.